# Agistri
Agistri, også Angistri eller Agkistri (græsk : Αγκίστρι [aɲˈɟistɾi ~ aˈɟistɾi], engelsk : " fiskekrog "), er en lille ø og kommune i Saroniske Bugt i den regionale enhed Øerne, Grækenland .

## Bebyggelser
Der er kun tre bosættelser på Agistri - Milos (Megalochori), Skala og Limenaria. Milos (566 indb.) er den største landsby, hvor størstedelen af den græske befolkning på øen bor. Skala (448 indb.) ligger tyve minutters gang fra Milos langs kystvejen. Skala er stedet hvor de fleste turistfaciliteter og hoteller er. Limenaria (128 indb.) er en meget lille landsby på den anden side af øen med meget lidt turisme. Øens befolkning er 1.142 indbyggere ifølge den græske folketælling i 2011. Dets landareal er 13.367 km2.

## Geografi
Agistri er en ø i gruppen Saroniske øer der hovedsageligt er dækket med fyrretræer.
Agistri ligger meget tæt på den større saroniske ø Aegina. Øen kan nås fra Aegina med med forskellige bådruter og et antal små "vandtaxier" på bare ti minutter. Øen ligger også en times bådtur fra den store athenske havn i Piræus .

## Flora og fauna
Agistri er hjemsted for en bred vifte af planter såsom alpeviol, timian, kapersbusk og tidsler . Øens centrum er dækket af fyrreskov. Øen er hjemsted for en bestand af Chukarhøns (Alectoris chukar). Den stenede østkyst bruges som ynglested af sejlere. Bemærkelsesværdigt er en bestand af påfugle, der er blevet indført til øen og siden er blevet vildtlevende.

## Lokale økonomi
Agistris primære industri er turisme. Både i Skala og Megalochori er der mange hoteller og restauranter. Lokal transport omfatter bus og taxaer. Populære strande er Aponissos og Dragonera på vestkysten, strandene i Megalochori og Skala mod nord, Mariza i syd og Skliri og Halikiada mod øst. Halikiada er populær for naturisme. Øen har også en lang historie med gratis camping, selvom det ikke længere er tilladt at ligge i telt i skoven på grund af brandfare. Landbrug er også en del af øens økonomi.

## Galleri
- Fyrreskov med vandresti
- Nær Mariza-stranden ved den sydøstlige kyst
- Bugt ved vestkysten
- Panoramabillede af stranden og Skala havn
- Landsbyen Limenaria
- Fiskerbåd og redskaber ved Megalochori
- Agioi Anargyroi Kirke, Skala
- Udsigt fra Aegina
- Kort over Agistri på et advarselsskilt mod skovbrand
- Chukarhøne
- Påfugl